# Homohit

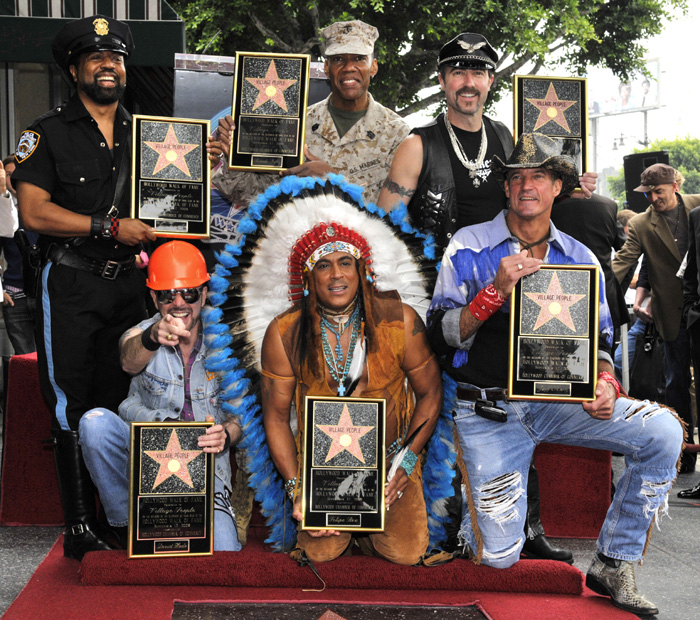
Het liedje Y.M.C.A. van Village People (hier afgebeeld) uit 1978 behoort tot de klassieke homohits

Een homohit is een lied dat algemeen populair is onder, of sterk geïdentificeerd wordt met mannelijke homoseksuelen of de rest van de lhbt-gemeenschap. Deze hits worden door deze gemeenschap gezien als een ondubbelzinnige verwijzing naar de steun voor homorechten. Veel van deze liederen zijn door de componisten niet geschreven als "homohit". Pas als ze populair worden in de lhbt-gemeenschap worden ze als zodanig gezien en worden dan onderdeel van de homocultuur. Homohits zijn sterk cultuur-, regio- en tijdsgebonden.
Veel van de homohits bevatten elementen die verwijzen naar doorzettingsvermogen, (innerlijke) kracht, acceptatie, trots en eenheid. Door de auteurs van het boek Queer worden tien thema's beschreven die vaak terugkomen, zoals het terugwinnen van eigenwaarde, het zoeken naar acceptatie, het "er niet alleen voor staan", het "opzij zetten van zorgen" en de gedachte dat liefde alles overwint.
Elk jaar wordt in Nederland rond de datum van de Amsterdam Gay Pride de Homo 100 uitgezonden.